# Pyronia abbreviata
Pyronia abbreviata är en fjärilsart som beskrevs av Adalbert Seitz 1908. Pyronia abbreviata ingår i släktet Pyronia och familjen praktfjärilar. Inga underarter finns listade.